# MSC Brokstedt
Der Motor Sport Club Brokstedt e. V. im ADAC ist ein Motorsportverein und ADAC-Ortsclub aus Brokstedt, der sich auf den Speedwaysport spezialisiert hat.

## Geschichte
1970 wurde der Speedway-Verein Team 70 Neumünster gegründet der 1973 erster Deutscher Meister wurde. Seine Rennen trug der Verein im Stadion des VfR Neumünster aus. Im Jahre 1975 zog Team 70 nach Brokstedt um, wo ein neues Speedway-Stadion gebaut wurde. Ein Fahrer des Vereins  war unter anderem Egon Müller. Der MSC Brokstedt wurde 1983 gegründet.
Im Jahr 2022 schloss der MSC eine Zusammenarbeit im Bereich Förderung und Ausbildung mit dem polnischen Verein Stal Gorzów Wielkopolski.

## Erfolge
- 6-mal Deutscher Speedway-Mannschaftsmeister: 1980, 1981, 1997, 2014, 2019, 2021
- 9-mal Deutscher Mannschaftsvizemeister: 1976, 1977, 1987, 1993, 1998, 2000, 2003, 2016, 2017